# Tina Charles (Basketballspielerin)
Tina Charles (* 5. Dezember 1988 in New York City, New York) ist eine US-amerikanische Basketballspielerin, die seit 2010 in der nordamerikanischen Profiliga Women’s National Basketball Association (WNBA) spielt.

## Karriere

### High School
In ihrer Jugendzeit besuchte Charles die Christ The King Regional High School und spielte für deren High-School-Basketballteam. In ihrem Senior-Jahr an der High School erzielte sie durchschnittlich 26,5 Punkte und 14,8 Rebounds und 5,2 Blocks pro Spiel. Für diese herausragende Leistung wurde sie zur WBCA National Player of the Year, New York City Player of the Year, McDonald’s All-American sowie Miss New York Basketball ernannt. Darüber hinaus gewann sie mit dem High-School-Basketballteam mehrmals die Stadt- und katholische Staatsmeisterschaft. Nach ihrer Zeit an der Christ The King Regional High School wechselte Charles an die University of Connecticut.

### College (2006 bis 2010)
Charles studierte von 2006 bis 2010 an der University of Connecticut und beendete ihr Studium mit einem Abschluss in Psychologie (Schwerpunkt: Strafjustiz). Insgesamt absolvierte sie vier Saisons für die Huskies, mit denen sie 2009 und 2010 bei den NCAA Division I Basketball Championships der National Collegiate Athletic Association siegte. Für ihre herausragenden Leistungen im Universitätssport erhielt sie zahlreiche Ehrungen und Auszeichnungen, unter anderem wurde sie 2010 als Naismith College Player of the Year ausgezeichnet und zur Big East Player of the Year ernannt.

### WNBA (seit 2010)
Auf Grund ihrer guten Leistungen für die Huskies hatte Charles die Franchises der Women’s National Basketball Association auf sich aufmerksam gemacht, wodurch sie bei der WNBA Draft 2010 als möglicher First Overall Draft-Pick gehandelt wurde. Beim Draft wurde sie schließlich von der Connecticut Sun an der ersten Stelle ausgewählt.
Charles integrierte sich in ihrer Rookie-Saison 2010 schnell in die Mannschaft der Sun und stieg früh zur Führungsspielerin auf. Sie beendete ihre erste Saison mit durchschnittlich 15,5 Punkten und 11,7 Rebounds pro Spiel (mannschaftsinterne sowie WNBA-Rookie Bestmarke 2010). Außerdem erzielte Charles, die in allen 34 Spielen der regulären Saison in der Startformation stand, 22 Double-doubles und stellte mit insgesamt 398 Rebounds einen neuen WNBA-Saison-Rekord auf. Für diese herausragenden Leistungen wurde sie am Ende der Saison zum WNBA Rookie of the Year ernannt. Trotz dieser vielen individuellen Erfolge blieb der mannschaftliche Erfolg in dieser Saison aus, als sie mit der Sun mit 17 Siegen in 34 Spielen nicht die Playoffs erreichte.
Ihre zweite WNBA-Saison verlief ähnlich erfolgreich wie ihre erste. Sie führte die Liga mit durchschnittlich 11 Rebounds pro Spiel erneut in dieser Kategorie an, zudem stellte sie mit 17,6 Punkten pro Spiel einen neuen Franchise-Rekord auf. Darüber hinaus wurde sie 2011 erstmals in die Startformation des WNBA All-Star Games gewählt (Anmerkung: 2010 fand aufgrund der Weltmeisterschaft kein All-Star Game statt). Aufgrund dieser Leistungen hatte Charles, die bei der Wahl zur besten Spielerin den zweiten Platz belegte, auch großen Anteil daran, dass sich die Sun erstmals seit 2008 wieder für die Playoffs qualifizierte, wo das Franchise bereits in der ersten Runde am Atlanta Dream scheiterte.
2012 war die bis zu diesem Zeitpunkt erfolgreichste Saison für Charles in der WNBA. Sie erreicht mit dem Team wieder die Playoffs und konnte dort erstmals eine Serie gewinnen. Die Spielzeit endete mit einer knappen Niederlage in den Conference Finals gegen den späteren Meister des Indiana Fever. Nach der Saison wurde sie als beste Spielerin der Liga ausgezeichnet. Außerdem war sie zum dritten Mal die beste Rebounderin der Liga. Im Jahr 2013 konnte nicht an die Erfolge angeknüpft werden. Die Sun war das schlechteste Team der Liga und Charles blieb ohne persönliche Auszeichnungen.
Vor der Saison 2014 wechselte sie zum Team der New York Liberty. Auch in ihrer Heimatstadt erreicht sie mit ihrem Team in der ersten Saison nicht die Playoffs. 2015 erspielte das Team der Liberty mit Charles die beste Bilanz in der WNBA. Nach einem Erfolg gegen die Washington Mystics in der ersten Playoff-Runde endete die Saison wieder mit einer Niederlage gegen das Indiana Fever in den Conference-Finals. 2016 gelang ihr als zweiter Spielerin nach Lauren Jackson in einer Saison beste Punktesammlerin und Rebouderin zu werden. Sowohl 2016 als auch 2017 spielte sie mit der Liberty eine gute reguläre Saison, scheiterte aber nach einem Freilos in der ersten Playoffrunde jeweils gegen einen Außenseiter in der zweiten Playoff-Runde. Trotz konstanter Leistungen von Tina Charles spielten die Liberty eine schwache Saison 2018 und verpassten die Playoffs deutlich. Dies wiederholte sich in der Spielzeit 2019. Zumindest konnte sie in dieser Spielzeit die Liberty-Spielerin mit den meisten Punkten in der WNBA werden. 
Vor der Saison 2020 wurde Charles zu den Washington Mystics transferiert. Aufgrund ihrer Asthma-Erkrankung bestritt sind in der „Corona-Saison“ keine Spiele. 2022 stand sie kurzzeitig bei Phoenix Mercury unter Vertrag, bevor sie zu den Seattle Storm wechselte.
2021 wurde sie unter die 25 Greatest Players in WNBA History gewählt.

### Europa (seit 2010)
In der Saisonpause der WNBA spielt Tina Charles wie viele WNBA-Spielerinnen in Europa. Sie stand dabei für Teams aus Russland, Polen, und der Türkei auf dem Platz. Zuletzt spielte sie in der Saison 2014/15 dabei für das türkische Team von Fenerbahçe Istanbul.

### Nationalmannschaft (2010–2018)
Nachdem sie mit den US-Juniorinnen bei der Amerikameisterschaft 2006 den Titel gewinnen konnte, spielte sie auch mit der US-Damen-Nationalmannschaft erfolgreich.
Bei der Basketball-Weltmeisterschaft 2010 gewann sie mit dem Nationalteam die Goldmedaille. Die US-Amerikanerinnen gewannen alle neun Spiele, wodurch sich die Mannschaft für die Olympischen Sommerspiele 2012 qualifizierte. Charles erzielte bei einer durchschnittlichen Spielzeit von 16,4 Minuten pro Spiel im Schnitt 10,7 Punkte. Bei den Olympischen Spielen in London konnte sie mit dem Team auch dort den Titel gewinnen. Beide Erfolge konnte sie bei der Weltmeisterschaft 2014 und den Olympischen Spielen 2016 in Rio de Janeiro verteidigen. Bei der WM 2018 konnte Charles mit dem US-Team zum dritten Mal den Titel erringen.

## Erfolge und Auszeichnungen
| - College - 2007 USBWA National Freshman of the Year - 2007 BIG EAST Freshman of the Year - 2009 Gewinn der NCAA-Meisterschaft - 2010 Naismith Trophy - 2010 John R. Wooden Award - 2010 Associated Press Player of the Year - 2010 USBWA Player of the Year - 2010 BIG EAST Player of the Year - 2010 Gewinn der NCAA-Meisterschaft2 - Nationalmannschaft - Goldmedaille bei der Basketball-Weltmeisterschaft 2010, 2014 und 2018 - Goldmedaille bei den Olympischen Sommerspielen 2012 und 2016 | - WNBA - 2010 All-Rookie Team - 2010 All-WNBA Second Team - 2010 WNBA Peak Performers (Rebounds) - 2010 WNBA Rookie of the Year Award - 2011 WNBA All-Star Game - 2011 All-WNBA First Team - 2011 WNBA Peak Performers (Rebounds)2 - 2011 WNBA All-Defensive Second Team - 2012 WNBA Most Valuable Player Award - 2012 WNBA Peak Performers (Rebounds)3 - 2016 WNBA Peak Performers (Punkte) - 2016 WNBA Peak Performers (Rebounds)4 |